# Apuim
Touit é um género de aves psittaciformes onde se classificam as oito espécies de apuim. Dentro do grupo, quatro espécies ocorrem no Brasil, sendo que o apuim-de-costas-pretas e o Apuim-de-cauda-amarela são endêmicos, sendo encontrados na Floresta Atlântica.
Os apuins são aves de pequeno porte, que medem entre 15 a 17 cm de comprimento. Habitam zonas de floresta temperada a tropical e todas as espécies, menos o apuim-de-cauda-amarela, preferem regiões montanhosas. A plumagem das espécies é variável, mas sempre em tons de verde. O bico é adunco, típico dos psitacídeos, e de cor clara. A cauda é muito curta, de formato quadrado. A zona em torno dos olhos é desprovida de penas.
Os apuins são bastante difíceis de observar na Natureza, pois comportam-se de forma discreta e confundem-se com a folhagem das árvores. Voam em bandos de 20 à 40 indivíduos, e na época de reprodução em casais.
O Apuim-de-cauda-amarela nidifica em cupinzeiros arborícolas, o que garante temperatura e umidade constantes, auxiliando na encubação.

## Espécies
- Touit batavicus - Tuim-de-cauda-violeta
- Touit huetii - Apuim-de-asa-vermelha
- Touit costaricensis
- Touit dilectissimus
- Touit purpuratus - Apuim-de-costas-azuis
- Touit melanonotus - Apuim-de-costas-pretas
- Touit surdus - Apuim-de-cauda-amarela
- Touit stictopterus

A única Captura feita por foto da ave encontra-se no site www.wikiaves.com.br, tendo 2 fotos impressionates da espécie que segundo o autor visitou o escritório onde trabalha na cidade de Ubatuba/Sp.
https://www.parrots.org/files/psitta/2112/ps_29_3_autumn_17_portuguese.pdf